# Barnsley F.C. mùa giải 2018–19
Mùa giải 2018-19 chứng kiến Barnsley thi đấu ở EFL League One. Mùa giải kéo dài từ ngày 1 tháng 7 năm 2018 đến ngày 30 tháng 6 năm 2019.
Ngày 30 tháng 4 năm 2019, Barnsley F.C. được xác nhận thăng hạng EFL Championship, sẽ thi đấu ở EFL Championship 2019-20.

## Đội hình
Tính đến 18 tháng 8 năm 2018
| Số          | Tên                      | Vị trí  | Q.tịch            | Nơi sinh             | Tuổi    | Số trận | Bàn thắng | Ký hợp đồng từ      | Ngày ký hợp đồng    | Phí           | Hết hợp đồng |
| Thủ môn     | Thủ môn                  | Thủ môn | Thủ môn           | Thủ môn              | Thủ môn | Thủ môn | Thủ môn   | Thủ môn             | Thủ môn             | Thủ môn       | Thủ môn      |
| ----------- | ------------------------ | ------- | ----------------- | -------------------- | ------- | ------- | --------- | ------------------- | ------------------- | ------------- | ------------ |
| 1           | Adam Davies (đội trưởng) | GK      | Wales · Đức       | Rinteln              | 32      | 209     | 0         | Sheffield Wednesday | 13 tháng 6 năm 2014 | Miễn phí      | 2019         |
| 13          | Jack Walton              | GK      | Anh               | Bury                 | 26      | 9       | 0         | Học viện            | 1 tháng 7 năm 2015  | Thực tập sinh | 2021         |
| Hậu vệ      |                          |         |                   |                      |         |         |           |                     |                     |               |              |
| 3           | Zeki Fryers              | LB      | Anh               | Manchester           | 32      | 31      | 2         | Crystal Palace      | 1 tháng 7 năm 2017  | Miễn phí      | 2020         |
| 5           | Ethan Pinnock            | CB      | Anh               | London               | 31      | 67      | 3         | Forest Green Rovers | 30 tháng 6 năm 2017 | £513.000      | 2020         |
| 6           | Liam Lindsay             | CB      | Scotland          | Paisley              | 29      | 90      | 3         | Partick Thistle     | 1 tháng 7 năm 2017  | £360.000      | 2020         |
| 12          | Dimitri Cavaré           | RB      | Guadeloupe · Pháp | Pointe-à-Pitre       | 30      | 54      | 3         | Rennes              | 17 tháng 8 năm 2017 | Không tiết lộ | 2019         |
| 18          | Adam Jackson             | CB      | Anh               | Darlington           | 30      | 44      | 2         | Middlesbrough       | 30 tháng 8 năm 2016 | Không tiết lộ | 2019         |
| 22          | Jordan Williams          | RB      | Anh               | Huddersfield         | 25      | 15      | 1         | Huddersfield Town   | 8 tháng 8 năm 2018  | Không tiết lộ | 2022         |
| 23          | Daniel Pinillos          | LB      | Tây Ban Nha       | Logroño              | 32      | 47      | 0         | Córdoba             | 19 tháng 1 năm 2018 | Không tiết lộ | 2020         |
| 28          | Ben Williams             | LB      | Wales             |                      | 25      | 15      | 0         | Blackburn Rovers    | 1 tháng 7 năm 2017  | Miễn phí      | 2020         |
| Midfielders |                          |         |                   |                      |         |         |           |                     |                     |               |              |
| 4           | Kenneth Dougall          | DM      | Úc                | Brisbane             | 31      | 29      | 0         | Sparta Rotterdam    | 27 tháng 7 năm 2018 | Không tiết lộ | 2020         |
| 7           | Ryan Hedges              | RM/LM   | Wales · Anh       | Northampton          | 29      | 59      | 4         | Swansea City        | 31 tháng 1 năm 2017 | Không tiết lộ | 2019         |
| 8           | Cameron McGeehan         | CM      | Anh               | Kingston upon Thames | 29      | 54      | 7         | Luton Town          | 23 tháng 6 năm 2017 | £990.000      | 2020         |
| 14          | Jared Bird               | CM      | Anh               | Nottingham           | 27      | 8       | 0         | Học viện            | 1 tháng 7 năm 2017  | Thực tập sinh | 2020         |
| 17          | Dylan Mottley-Henry      | WG      | Anh               | Leeds                | 27      | 1       | 0         | Bradford City       | 12 tháng 7 năm 2016 | Miễn phí      | 2020         |
| 20          | Callum Styles            | AM      | Anh               | Bury                 | 24      | 7       | 0         | Bury                | 6 tháng 8 năm 2018  | Không tiết lộ | 2022         |
| 21          | Mike-Steven Bähre        | CM      | Đức               | Garbsen              | 29      | 41      | 2         | Hannover 96         | 31 tháng 8 năm 2018 | Cho mượn      | 2019         |
| 27          | Alex Mowatt              | CM      | Anh               | Doncaster            | 30      | 64      | 9         | Leeds United        | 31 tháng 1 năm 2017 | £600.000      | 2020         |
| Forwards    |                          |         |                   |                      |         |         |           |                     |                     |               |              |
| 9           | Cauley Woodrow           | CF      | Anh               | Hemel Hempstead      | 30      | 36      | 19        | Fulham              | 3 tháng 1 năm 2019  | Không tiết lộ | 2021         |
| 15          | Jordan Green             | RW/CF   | Anh               | New Cross            | 30      | 10      | 1         | Yeovil Town         | 18 tháng 1 năm 2018 | Không tiết lộ | 2021         |
| 19          | Kieffer Moore            | ST      | Anh               | Torquay              | 32      | 55      | 23        | Ipswich Town        | 8 tháng 1 năm 2018  | £765.000      | 2021         |
| 26          | Mamadou Thiam            | ST      | Sénégal           | Aubervilliers        | 30      | 83      | 8         | Dijon               | 11 tháng 8 năm 2017 | £900.000      | 2020         |
| 29          | Victor Adeboyejo         | ST      | Nigeria           | Ibadan               | 27      | 31      | 4         | Leyton Orient       | 4 tháng 11 năm 2017 | Miễn phí      | 2021         |
| 33          | Jacob Brown              | ST      | Anh               | Halifax              | 25      | 40      | 8         | Học viện            | 1 tháng 7 năm 2016  | Thực tập sinh | 2021         |
| Cho mượn    |                          |         |                   |                      |         |         |           |                     |                     |               |              |
| 11          | Lloyd Isgrove            | RM      | Wales · Anh       | Yeovil               | 32      | 59      | 2         | Tự do               | 2 tháng 7 năm 2017  | Miễn phí      | 2020         |
|             | George Miller            | CF      | Anh               | Bolton               | 26      | 0       | 0         | Middlesbrough       | 31 tháng 1 năm 2019 | £200.000      | 2022         |

Số trận và bàn thắng chính xác tính đến ngày 16 tháng 5 năm 2019.

## Statistics
Tính đến 4 tháng 5 năm 2019
| Số                             | VT | QT          | Cầu thủ           | Tổng số | Tổng số | League One | League One | Cúp FA | Cúp FA | Cúp Liên đoàn | Cúp Liên đoàn | League Trophy | League Trophy |
| Số                             | VT | QT          | Cầu thủ           | Trận    | Bàn     | Trận       | Bàn        | Trận   | Bàn    | Trận          | Bàn           | Trận          | Bàn           |
| ------------------------------ | -- | ----------- | ----------------- | ------- | ------- | ---------- | ---------- | ------ | ------ | ------------- | ------------- | ------------- | ------------- |
| 1                              | TM | Wales       | Adam Davies       | 46      | 0       | 41+0       | 0          | 3+0    | 0      | 0+0           | 0             | 2+0           | 0             |
| 3                              | HV | Anh         | Zeki Fryers       | 8       | 1       | 3+2        | 0          | 2+0    | 1      | 0+0           | 0             | 1+0           | 0             |
| 4                              | TV | Úc          | Kenneth Dougall   | 28      | 0       | 19+7       | 0          | 0+1    | 0      | 1+0           | 0             | 0+0           | 0             |
| 5                              | HV | Anh         | Ethan Pinnock     | 51      | 1       | 45+0       | 1          | 3+0    | 0      | 1+0           | 0             | 1+1           | 0             |
| 6                              | HV | Scotland    | Liam Lindsay      | 44      | 2       | 39+0       | 1          | 3+0    | 0      | 0+0           | 0             | 2+0           | 1             |
| 7                              | TV | Wales       | Ryan Hedges       | 24      | 1       | 4+16       | 0          | 1+1    | 0      | 0+0           | 0             | 2+0           | 1             |
| 8                              | TV | Anh         | Cameron McGeehan  | 43      | 6       | 31+7       | 6          | 3+0    | 0      | 1+0           | 0             | 1+0           | 0             |
| 9                              | TĐ | Anh         | Cauley Woodrow    | 35      | 19      | 28+2       | 16         | 3+0    | 3      | 0+0           | 0             | 2+0           | 0             |
| 12                             | HV | Guadeloupe  | Dimitri Cavaré    | 43      | 2       | 39+1       | 2          | 2+0    | 0      | 1+0           | 0             | 0+0           | 0             |
| 13                             | TM | Anh         | Jack Walton       | 6       | 0       | 3+0        | 0          | 0+0    | 0      | 1+0           | 0             | 2+0           | 0             |
| 14                             | TV | Anh         | Jared Bird        | 4       | 0       | 0+0        | 0          | 0+0    | 0      | 0+0           | 0             | 4+0           | 0             |
| 15                             | TĐ | Anh         | Jordan Green      | 10      | 1       | 2+8        | 1          | 0+0    | 0      | 0+0           | 0             | 0+0           | 0             |
| 18                             | HV | Anh         | Adam Jackson      | 11      | 0       | 6+1        | 0          | 0+0    | 0      | 1+0           | 0             | 3+0           | 0             |
| 19                             | TĐ | Anh         | Kieffer Moore     | 34      | 19      | 26+5       | 17         | 2+0    | 2      | 0+0           | 0             | 0+1           | 0             |
| 20                             | TV | Anh         | Callum Styles     | 7       | 0       | 0+7        | 0          | 0+0    | 0      | 0+0           | 0             | 0+0           | 0             |
| 21                             | TV | Đức         | Mike-Steven Bähre | 41      | 2       | 22+12      | 1          | 2+1    | 1      | 0+0           | 0             | 3+1           | 0             |
| 22                             | HV | Anh         | Jordan Williams   | 15      | 1       | 6+5        | 0          | 0+0    | 0      | 0+0           | 0             | 4+0           | 1             |
| 23                             | HV | Tây Ban Nha | Daniel Pinillos   | 38      | 0       | 31+3       | 0          | 0+1    | 0      | 1+0           | 0             | 2+0           | 0             |
| 26                             | TĐ | Sénégal     | Mamadou Thiam     | 51      | 7       | 36+9       | 7          | 2+0    | 0      | 0+1           | 0             | 1+2           | 0             |
| 27                             | TV | Anh         | Alex Mowatt       | 45      | 7       | 40+0       | 7          | 3+0    | 0      | 0+1           | 0             | 0+1           | 0             |
| 28                             | HV | Wales       | Ben Williams      | 15      | 0       | 11+0       | 0          | 1+0    | 0      | 0+0           | 0             | 3+0           | 0             |
| 29                             | TĐ | Nigeria     | Victor Adeboyejo  | 29      | 5       | 1+22       | 3          | 0+1    | 0      | 1+0           | 0             | 4+0           | 2             |
| 33                             | TĐ | Anh         | Jacob Brown       | 38      | 8       | 21+11      | 8          | 1+1    | 0      | 0+0           | 0             | 3+1           | 0             |
| 38                             | HV | Anh         | Jordan Helliwell  | 1       | 0       | 0+0        | 0          | 0+0    | 0      | 0+0           | 0             | 0+1           | 0             |
| 43                             | TM | Anh         | Jordan Smith      | 1       | 0       | 1+0        | 0          | 0+0    | 0      | 0+0           | 0             | 0+0           | 0             |
| Cầu thủ cho mượn:              |    |             |                   |         |         |            |            |        |        |               |               |               |               |
| 11                             | TV | Wales       | Lloyd Isgrove     | 6       | 0       | 0+2        | 0          | 0+0    | 0      | 1+0           | 0             | 1+2           | 0             |
| 32                             | HV | Anh         | Will Smith        | 1       | 0       | 0+0        | 0          | 0+0    | 0      | 0+0           | 0             | 0+1           | 0             |
| Cầu thủ rời đi trong mùa giải: |    |             |                   |         |         |            |            |        |        |               |               |               |               |
| 9                              | TĐ | Wales       | Tom Bradshaw      | 5       | 1       | 4+0        | 1          | 0+0    | 0      | 1+0           | 0             | 0+0           | 0             |
| 10                             | TV | Anh         | George Moncur     | 27      | 5       | 10+11      | 1          | 1+1    | 0      | 1+0           | 1             | 1+2           | 3             |
| 20                             | TV | Anh         | Brad Potts        | 25      | 7       | 20+2       | 6          | 1+1    | 1      | 0+0           | 0             | 1+0           | 0             |

### Số liệu bàn thắng
Tính đến 4 tháng 5 năm 2019
| Thứ hạng  | Số        | Q.tịch     | Vị trí    | Tên               | League One | Cúp FA | Cúp Liên đoàn | League Trophy | Tổng cộng |
| --------- | --------- | ---------- | --------- | ----------------- | ---------- | ------ | ------------- | ------------- | --------- |
| 1         | 9         | Anh        | CF        | Cauley Woodrow    | 16         | 3      | 0             | 0             | 19        |
| 1         | 19        | Anh        | CF        | Kieffer Moore     | 17         | 2      | 0             | 0             | 19        |
| 3         | 33        | Anh        | CF        | Jacob Brown       | 8          | 0      | 0             | 0             | 8         |
| 4         | 20        | Anh        | CM        | Brad Potts        | 6          | 1      | 0             | 0             | 7         |
| 4         | 26        | Sénégal    | CF        | Mamadou Thiam     | 7          | 0      | 0             | 0             | 7         |
| 4         | 27        | Anh        | CM        | Alex Mowatt       | 7          | 0      | 0             | 0             | 7         |
| 7         | 8         | Anh        | CM        | Cameron McGeehan  | 6          | 0      | 0             | 0             | 6         |
| 8         | 10        | Anh        | CM        | George Moncur     | 1          | 0      | 1             | 3             | 5         |
| 8         | 29        | Nigeria    | CF        | Victor Adeboyejo  | 3          | 0      | 0             | 2             | 5         |
| 10        | 6         | Scotland   | CB        | Liam Lindsay      | 1          | 0      | 0             | 1             | 2         |
| 10        | 12        | Guadeloupe | RB        | Dimitri Cavaré    | 2          | 0      | 0             | 0             | 2         |
| 10        | 21        | Đức        | CM        | Mike-Steven Bähre | 1          | 1      | 0             | 0             | 2         |
| 13        | 3         | Anh        | LB        | Zeki Fryers       | 0          | 1      | 0             | 0             | 1         |
| 13        | 5         | Anh        | CB        | Ethan Pinnock     | 1          | 0      | 0             | 0             | 1         |
| 13        | 7         | Wales      | RM        | Ryan Hedges       | 0          | 0      | 0             | 1             | 1         |
| 13        | 9         | Wales      | CF        | Tom Bradshaw      | 1          | 0      | 0             | 0             | 1         |
| 13        | 15        | Anh        | LW        | Jordan Green      | 1          | 0      | 0             | 0             | 1         |
| 13        | 22        | Anh        | RB        | Jordan Williams   | 0          | 0      | 0             | 1             | 1         |
| Tổng cộng | Tổng cộng | Tổng cộng  | Tổng cộng | Tổng cộng         | 77         | 8      | 1             | 8             | 95        |

### Số liệu kỉ luật
Tính đến 4 tháng 5 năm 2019
| Thứ hạng  | Số        | Q.tịch      | Vị trí      | Tên               | League One | League One                                | League One | Cúp FA   | Cúp FA                                    | Cúp FA | Cúp Liên đoàn | Cúp Liên đoàn                             | Cúp Liên đoàn | League Trophy | League Trophy                             | League Trophy | Tổng cộng | Tổng cộng                                 | Tổng cộng |
| Thứ hạng  | Số        | Q.tịch      | Vị trí      | Tên               | Thẻ vàng   | Thẻ vàng · Thẻ vàng-đỏ (thẻ đỏ gián tiếp) | Thẻ đỏ     | Thẻ vàng | Thẻ vàng · Thẻ vàng-đỏ (thẻ đỏ gián tiếp) | Thẻ đỏ | Thẻ vàng      | Thẻ vàng · Thẻ vàng-đỏ (thẻ đỏ gián tiếp) | Thẻ đỏ        | Thẻ vàng      | Thẻ vàng · Thẻ vàng-đỏ (thẻ đỏ gián tiếp) | Thẻ đỏ        | Thẻ vàng  | Thẻ vàng · Thẻ vàng-đỏ (thẻ đỏ gián tiếp) | Thẻ đỏ    |
| --------- | --------- | ----------- | ----------- | ----------------- | ---------- | ----------------------------------------- | ---------- | -------- | ----------------------------------------- | ------ | ------------- | ----------------------------------------- | ------------- | ------------- | ----------------------------------------- | ------------- | --------- | ----------------------------------------- | --------- |
| 1         | 6         | Anh         | CB          | Liam Lindsay      | 10         | 1                                         | 0          | 1        | 0                                         | 0      | 0             | 0                                         | 0             | 1             | 0                                         | 0             | 12        | 1                                         | 0         |
| 2         | 27        | Anh         | CM          | Alex Mowatt       | 9          | 0                                         | 0          | 0        | 0                                         | 0      | 0             | 0                                         | 0             | 1             | 0                                         | 0             | 10        | 0                                         | 0         |
| 3         | 8         | Anh         | CM          | Cameron McGeehan  | 9          | 0                                         | 0          | 0        | 0                                         | 0      | 0             | 0                                         | 0             | 0             | 0                                         | 0             | 9         | 0                                         | 0         |
| 4         | 4         | Úc          | CM          | Kenneth Dougall   | 7          | 0                                         | 0          | 0        | 0                                         | 0      | 1             | 0                                         | 0             | 0             | 0                                         | 0             | 8         | 0                                         | 0         |
| 4         | 23        | Tây Ban Nha | LB          | Daniel Pinillos   | 8          | 0                                         | 0          | 0        | 0                                         | 0      | 0             | 0                                         | 0             | 0             | 0                                         | 0             | 8         | 0                                         | 0         |
| 6         | 12        | Guadeloupe  | RB          | Dimitri Cavaré    | 6          | 0                                         | 0          | 0        | 0                                         | 0      | 0             | 0                                         | 0             | 0             | 0                                         | 0             | 6         | 0                                         | 0         |
| 33        | Anh       | CF          | Jacob Brown | 5                 | 0          | 1                                         | 0          | 0        | 0                                         | 0      | 0             | 0                                         | 0             | 0             | 0                                         | 5             | 0         | 1                                         |           |
| 8         | 5         | Anh         | CB          | Ethan Pinnock     | 5          | 0                                         | 0          | 0        | 0                                         | 0      | 0             | 0                                         | 0             | 0             | 0                                         | 0             | 5         | 0                                         | 0         |
| 9         | 9         | Anh         | CF          | Cauley Woodrow    | 4          | 0                                         | 0          | 0        | 0                                         | 0      | 0             | 0                                         | 0             | 0             | 0                                         | 0             | 4         | 0                                         | 0         |
| 9         | 21        | Đức         | CM          | Mike-Steven Bähre | 4          | 0                                         | 0          | 0        | 0                                         | 0      | 0             | 0                                         | 0             | 0             | 0                                         | 0             | 4         | 0                                         | 0         |
| 9         | 28        | Wales       | LB          | Ben Williams      | 3          | 0                                         | 0          | 1        | 0                                         | 0      | 0             | 0                                         | 0             | 0             | 0                                         | 0             | 4         | 0                                         | 0         |
| 12        | 3         | Anh         | LB          | Zeki Fryers       | 0          | 1                                         | 0          | 1        | 0                                         | 0      | 0             | 0                                         | 0             | 0             | 0                                         | 0             | 1         | 1                                         | 0         |
| 12        | 7         | Wales       | RM          | Ryan Hedges       | 2          | 0                                         | 0          | 1        | 0                                         | 0      | 0             | 0                                         | 0             | 0             | 0                                         | 0             | 3         | 0                                         | 0         |
| 12        | 10        | Anh         | AM          | George Moncur     | 3          | 0                                         | 0          | 0        | 0                                         | 0      | 0             | 0                                         | 0             | 0             | 0                                         | 0             | 3         | 0                                         | 0         |
| 12        | 18        | Anh         | CB          | Adam Jackson      | 0          | 0                                         | 0          | 0        | 0                                         | 0      | 0             | 0                                         | 0             | 1             | 1                                         | 0             | 1         | 1                                         | 0         |
| 16        | 1         | Wales       | GK          | Adam Davies       | 2          | 0                                         | 0          | 0        | 0                                         | 0      | 0             | 0                                         | 0             | 0             | 0                                         | 0             | 2         | 0                                         | 0         |
| 16        | 12        | Guadeloupe  | RB          | Dimitri Cavaré    | 2          | 0                                         | 0          | 0        | 0                                         | 0      | 0             | 0                                         | 0             | 0             | 0                                         | 0             | 2         | 0                                         | 0         |
| 16        | 19        | Anh         | CF          | Kieffer Moore     | 2          | 0                                         | 0          | 0        | 0                                         | 0      | 0             | 0                                         | 0             | 0             | 0                                         | 0             | 2         | 0                                         | 0         |
| 19        | 13        | Anh         | GK          | Jack Walton       | 0          | 0                                         | 0          | 0        | 0                                         | 0      | 1             | 0                                         | 0             | 0             | 0                                         | 0             | 1         | 0                                         | 0         |
| 19        | 15        | Anh         | LW          | Jordan Green      | 1          | 0                                         | 0          | 0        | 0                                         | 0      | 0             | 0                                         | 0             | 0             | 0                                         | 0             | 1         | 0                                         | 0         |
| 19        | 26        | Sénégal     | CF          | Mamadou Thiam     | 1          | 0                                         | 0          | 0        | 0                                         | 0      | 0             | 0                                         | 0             | 0             | 0                                         | 0             | 1         | 0                                         | 0         |
| 19        | 28        | Wales       | LB          | Ben Williams      | 1          | 0                                         | 0          | 0        | 0                                         | 0      | 0             | 0                                         | 0             | 0             | 0                                         | 0             | 1         | 0                                         | 0         |
| 19        | 29        | Nigeria     | CF          | Victor Adeboyejo  | 0          | 0                                         | 0          | 0        | 0                                         | 0      | 0             | 0                                         | 0             | 1             | 0                                         | 0             | 1         | 0                                         | 0         |
| Tổng cộng | Tổng cộng | Tổng cộng   | Tổng cộng   | Tổng cộng         | 82         | 2                                         | 1          | 4        | 0                                         | 0      | 2             | 0                                         | 0             | 4             | 1                                         | 0             | 91        | 3                                         | 1         |

### Hợp đồng
| Ngày               | Vị trí | Quốc tịch | Tên            | Trạng thái | Thời hạn hợp đồng | Ngày hết hạn     | Nguồn  |
| ------------------ | ------ | --------- | -------------- | ---------- | ----------------- | ---------------- | ------ |
| 2 tháng 7 năm 2018 | GK     | Anh       | Jack Walton    | Đã ký      | 3 năm             | tháng 6 năm 2021 | [ 5 ]  |
| 4 tháng 7 năm 2018 | LB     | Wales     | Ben Williams   | Đã ký      | 2 năm             | tháng 6 năm 2020 | [ 6 ]  |
| 5 tháng 7 năm 2018 | CM     | Anh       | Romal Palmer   | Đã ký      | 1 năm             | tháng 6 năm 2019 | [ 7 ]  |
| 5 tháng 7 năm 2018 | CB     | Anh       | Will Smith     | Đã ký      | 1 năm             | tháng 6 năm 2019 | [ 8 ]  |
| 5 tháng 7 năm 2018 | RB     | Anh       | Louis Wardle   | Đã ký      | 1 năm             | tháng 6 năm 2019 | [ 9 ]  |
| 9 tháng 7 năm 2018 | WG     | Israel    | Amir Berkovits | Đã ký      | 1 năm             | tháng 6 năm 2019 | [ 10 ] |

## Giải đấu

### Giao hữu trước mùa giải
Barnsley công bố các trận giao hữu trước mùa giải gặp các đôi Gainsborough Trinity, York City, Salford City, West Brom Albion và Hull City.
| 7 tháng 7 năm 2018 Giao hữu | Gainsborough Trinity | 0-2      | Barnsley          | Gainsborough                                     |  |
| 12:00 BST                   |                      | Chi tiết | Bradshaw 10', 34' | Sân vận động: The Gainsborough Martin & Co Arena |  |

| 10 tháng 7 năm 2018 Giao hữu | York City  | 1–7      | Barnsley                                                                                          | York                           |  |
| 19:00 BST                    | Wright 20' | Chi tiết | Bradshaw 37' · Potts 39' · Moore 40' · Adeboyejo 58' · Moncur 73' · Thiam 78' · Mottley-Henry 81' | Sân vận động: Bootham Crescent |  |

| 14 tháng 7 năm 2018 Giao hữu | Salford City | 0-1      | Barnsley   | Salford                              |  |
| 15:00 BST                    |              | Chi tiết | Hedges 30' | Sân vận động: Sân vận động Peninsula |  |

| 20 tháng 7 năm 2018 Giao hữu | Budaörsi SC | 1-1      | Barnsley | Budaörs, Hungary               |  |
| 14:00 BST                    |             | Chi tiết | Moncur   | Sân vận động: Árok utcai pálya |  |

| 24 tháng 7 năm 2018 Giao hữu | Barnsley               | 2–3      | West Bromwich Albion                               | Barnsley                           |  |
| 19:30 BST                    | Isgrove 6' · Moore 11' | Chi tiết | Robson-Kanu 44' · Morrison 46' · Cavaré 51' (l.n.) | Sân vận động: Sân vận động Oakwell |  |

| 28 tháng 7 năm 2018 Giao hữu | Barnsley   | 1-1      | Hull City | Barnsley                           |  |
| 15:00 BST                    | Dougall 3' | Chi tiết | Bowen 33' | Sân vận động: Sân vận động Oakwell |  |

### League One

#### Bảng xếp hạng
Bảng xếp hạng EFL League One 2018-19

#### Tóm tắt kết quả
| Tổng thể | Tổng thể | Tổng thể | Tổng thể | Tổng thể | Tổng thể | Tổng thể | Tổng thể | Sân nhà | Sân nhà | Sân nhà | Sân nhà | Sân nhà | Sân nhà | Sân khách | Sân khách | Sân khách | Sân khách | Sân khách | Sân khách |
| ST       | T        | H        | B        | BT       | BB       | HS       | Đ        | T       | H       | B       | BT      | BB      | HS      | T         | H         | B         | BT        | BB        | HS        |
| -------- | -------- | -------- | -------- | -------- | -------- | -------- | -------- | ------- | ------- | ------- | ------- | ------- | ------- | --------- | --------- | --------- | --------- | --------- | --------- |
| 46       | 26       | 13       | 7        | 80       | 39       | +41      | 91       | 15      | 8       | 0       | 40      | 16      | +24     | 11        | 5         | 7         | 40        | 23        | +17       |

Cập nhật lần cuối: 4 tháng 5 năm 2019.

Nguồn: Statto.com

#### Kết quả theo vòng đấu
| Vòng đấu | 1 | 2 | 3 | 4 | 5 | 6 | 7 | 8 | 9 | 10 | 11 | 12 | 13 | 14 | 15 | 16 | 17 | 18 | 19 | 20 | 21 | 22 | 23 | 24 | 25 | 26 | 27 | 28 | 29 | 30 | 31 | 32 | 33 | 34 | 35 | 36 | 37 | 38 | 39 | 40 | 41 | 42 | 43 | 44 | 45 | 46 |
| -------- | - | - | - | - | - | - | - | - | - | -- | -- | -- | -- | -- | -- | -- | -- | -- | -- | -- | -- | -- | -- | -- | -- | -- | -- | -- | -- | -- | -- | -- | -- | -- | -- | -- | -- | -- | -- | -- | -- | -- | -- | -- | -- | -- |
| Sân      | H | A | H | A | A | H | H | A | A | H  | A  | H  | A  | A  | H  | H  | A  | H  | A  | A  | H  | A  | H  | H  | A  | H  | A  | H  | A  | H  | A  | H  | H  | A  | A  | H  | H  | A  | A  | H  | A  | H  | H  | A  | H  | A  |
| Kết quả  | W | W | D | W | D | W | D | L | W | D  | W  | W  | L  | L  | W  | W  | W  | D  | L  | L  | D  | W  | W  | W  | D  | W  | W  | W  | D  | W  | W  | W  | D  | D  | W  | W  | D  | D  | W  | D  | L  | W  | W  | W  | W  | L  |
| Thứ hạng | 1 | 1 | 3 | 3 | 5 | 3 | 3 | 3 | 5 | 6  | 4  | 3  | 5  | 5  | 4  | 4  | 3  | 3  | 5  | 5  | 7  | 6  | 5  | 4  | 4  | 5  | 5  | 3  | 3  | 2  | 2  | 2  | 2  | 2  | 2  | 2  | 2  | 2  | 2  | 2  | 2  | 2  | 2  | 2  | 2  | 2  |

#### Trận đấu
Vào ngày 21 tháng 6 năm 2018, lịch thi đấu EFL League One cho mùa giải sắp tới được công bố.
| 4 tháng 8 năm 2018 1 | Barnsley                                   | 4-0      | Oxford United | Barnsley                                                           |  |
| 15:00 BST            | Thiam 20', 29' · Potts 77' · Adeboyejo 89' | Chi tiết |               | Sân vận động: Oakwell Lượng khán giả: 12.820 Trọng tài: Ross Joyce |  |

| 11 tháng 8 năm 2018 2 | Bradford City | 0-2      | Barnsley                                    | Bradford                                                                   |  |
| 15:00 BST             | O'Connor 37'  | Chi tiết | Adeboyejo 70' · Pinillos 78' · Cavaré 90+6' | Sân vận động: Valley Parade Lượng khán giả: 18.986 Trọng tài: Tim Robinson |  |

| 18 tháng 8 năm 2018 3 | Barnsley | 0-0      | AFC Wimbledon | Barnsley                                                           |  |
| 15:00 BST             |          | Chi tiết |               | Sân vận động: Oakwell Lượng khán giả: 11.607 Trọng tài: Martin Coy |  |

| 21 tháng 8 năm 2018 4 | Rochdale | 0–4      | Barnsley                                      | Rochdale                                                                               |  |
| 19:45 BST             |          | Chi tiết | Potts 35' · Dougall 41' · Moore 42', 48', 68' | Sân vận động: Sân vận động Spotland Lượng khán giả: 4.539 Trọng tài: Michael Salisbury |  |

| 25 tháng 8 năm 2018 5 | Scunthorpe United               | 2-2      | Barnsley               | Scunthorpe                                                                 |  |
| 15:00 BST             | Morris 9' (ph.đ.) · Burgess 51' | Chi tiết | Moore 59' · Cavaré 69' | Sân vận động: Glanford Park Lượng khán giả: 5.579 Trọng tài: Nick Kinseley |  |

| 1 tháng 9 năm 2018 6 | Barnsley              | 2-1      | Gillingham              | Barnsley                                                           |  |
| 15:00 BST            | Moore 13', 34' (pen.) | Chi tiết | Reilly 46' · Parker 61' | Sân vận động: Oakwell Lượng khán giả: 11.434 Trọng tài: John Busby |  |

| 8 tháng 9 năm 2018 7 | Barnsley      | 1-1      | Walsall                                | Barnsley                                                            |  |
| 15:00 BST            | Adeboyeji 55' | Chi tiết | Osbourne 62' · Cook 88' · Morris 90+3' | Sân vận động: Oakwell Lượng khán giả: 11.468 Trọng tài: Craig Hicks |  |

| 15 tháng 9 năm 2018 8 | Coventry City | 1-0      | Barnsley | Coventry                                                                  |  |
| 15:00 BST             | Willis 80'    | Chi tiết |          | Sân vận động: Ricoh Arena Lượng khán giả: 11.465 Trọng tài: Trevor Kettle |  |

| 22 tháng 9 năm 2018 P                                                                      | Barnsley | P–P      | Burton Albion | Barnsley              |  |
| 15:00 BST                                                                                  |          | Chi tiết |               | Sân vận động: Oakwell |  |
| Ghi chú: Postponed prior to kick-off due to matchday volunteer suffering a Cardiac arrest. |          |          |               |                       |  |

| 29 tháng 9 năm 2018 9 | Fleetwood Town | 1–3      | Barnsley                            | Fleetwood                                                                       |  |
| 15:00 BST             | Biggins 19'    | Chi tiết | Brown 32' · Moore 41' · Thiam 90+3' | Sân vận động: Sân vận động Highbury Lượng khán giả: 3.756 Trọng tài: Martin Coy |  |

| 2 tháng 10 năm 2018 10 | Barnsley  | 1-1      | Plymouth Argyle | Barnsley                                                             |  |
| 19:45 BST              | Mowatt 8' | Chi tiết | Lameiras 39'    | Sân vận động: Oakwell Lượng khán giả: 10.717 Trọng tài: Carl Boyeson |  |

| 6 tháng 10 năm 2018 11 | Peterborough United                | 0–4      | Barnsley                                                               | Peterborough                                                                            |  |
| 15:00 BST              | Toney 43' · Bennett 54' · Reed 86' | Chi tiết | Moncur 14' · Potts 45+1', 59' · Cavaré 62' · Lindsay 88' · Brown 90+2' | Sân vận động: Sân vận động London Road Lượng khán giả: 7.683 Trọng tài: Darren Drysdale |  |

| 13 tháng 10 năm 2018 12 | Barnsley                            | 3-2      | Luton Town                 | Barnsley                                                           |  |
| 12:00 BST               | Potts 5' · McGeehan 26' · Thiam 79' | Chi tiết | Collins 45+3' (ph.đ.), 86' | Sân vận động: Oakwell Lượng khán giả: 12.688 Trọng tài: Ross Joyce |  |

| 20 tháng 10 năm 2018 13 | Charlton Athletic                      | 2-0      | Barnsley     | Charlton                                                                   |  |
| 15:00 BST               | Grant 8', 52' · Solly 20' · Bielik 63' | Chi tiết | Pinillos 12' | Sân vận động: The Valley Lượng khán giả: 12.416 Trọng tài: James Linington |  |

| 23 tháng 10 năm 2018 14 | Shrewsbury Town                           | 3-1      | Barnsley    | Shrewsbury                                                             |  |
| 19:45 BST               | Docherty 2' · Norburn 23' · Waterfall 68' | Chi tiết | Pinnock 49' | Sân vận động: New Meadow Lượng khán giả: 5.587 Trọng tài: Scott Oldham |  |

| 27 tháng 10 năm 2018 15 | Barnsley                                  | 1-0      | Bristol Rovers | Barnsley                                                                  |  |
| 15:00 BST               | Mowatt 11', 45' · Moncur 39' · Davies 90' | Chi tiết | Kelly 79'      | Sân vận động: Oakwell Lượng khán giả: 10.966 Trọng tài: Anthony Backhouse |  |

| 3 tháng 11 năm 2018 16 | Barnsley  | 1-0      | Southend United | Barnsley                                                               |  |
| 15:00 GMT              | Moore 87' | Chi tiết |                 | Sân vận động: Oakwell Lượng khán giả: 10.709 Trọng tài: Brett Huxtable |  |

| 17 tháng 11 năm 2018 17 | Accrington Stanley | 0-2      | Barnsley                               | Accrington                                                             |  |
| 15:00 GMT               |                    | Chi tiết | Woodrow 36' · Fryers 64' · Moore 90+4' | Sân vận động: Crown Ground Lượng khán giả: 4.801 Trọng tài: John Busby |  |

| 24 tháng 11 năm 2018 18 | Barnsley                   | 1-1      | Doncaster Rovers | Barnsley                                                                  |  |
| 15:00 GMT               | Woodrow 62' · Cavaré 90+4' | Chi tiết | Kane 47' 52'     | Sân vận động: Oakwell Lượng khán giả: 13.573 Trọng tài: Michael Salisbury |  |

| 27 tháng 11 năm 2018 19 | Sunderland                                              | 4-2      | Barnsley       | Sunderland                                                                          |  |
| 19:45 GMT               | McGeady 19' (ph.đ.) · Maja 20' · Gooch 32' · O'Nien 83' | Chi tiết | Moore 41', 61' | Sân vận động: Sân vận động Ánh sáng Lượng khán giả: 28.514 Trọng tài: Andrew Madley |  |

| 8 tháng 12 năm 2018 20 | Wycombe Wanderers | 1-0      | Barnsley                  | High Wycombe                                                              |  |
| 15:00 GMT              | Williams 55'      | Chi tiết | Moncur 30' · McGeehan 86' | Sân vận động: Adams Park Lượng khán giả: 5.225 Trọng tài: Anthony Giggins |  |

| 15 tháng 12 năm 2018 21 | Barnsley                        | 1-1      | Portsmouth                                        | Barnsley                                                              |  |
| 15:00 GMT               | McGeehan 17' · Woodrow 41', 61' | Chi tiết | Naylor 20' · Evans 43' · Curtis 69' · Brown 90+3' | Sân vận động: Oakwell Lượng khán giả: 12.441 Trọng tài: Jonathan Moss |  |

| 22 tháng 12 năm 2018 22 | Blackpool    | 0-1      | Barnsley                                                            | Blackpool                                                                        |  |
| 15:00 GMT               | Heneghan 81' | Chi tiết | McGeehan 59' · Mowatt 75' · Lindsay 78' · Bähre 90+1' · Moore 90+5' | Sân vận động: Bloomfield Road Lượng khán giả: 4.054 Trọng tài: Anthony Backhouse |  |

| 26 tháng 12 năm 2018 23 | Barnsley                               | 2-0      | Peterborough United | Barnsley                                                             |  |
| 15:00 GMT               | Mowatt 24' · Woodrow 49' · Dougall 85' | Chi tiết | Toney 68'           | Sân vận động: Oakwell Lượng khán giả: 12.843 Trọng tài: Carl Boyeson |  |

| 29 tháng 12 năm 2018 24 | Barnsley                                                                                    | 2-1      | Charlton Athletic                                         | Barnsley                                                            |  |
| 15:00 GMT               | Potts 5' · Pinnock 10' · Thiam 14' · Cavaré 51' · Pinillos 72' · Woodrow 73' · Mowatt 90+7' | Chi tiết | Pearce 62' · Solly 64' 90+6' · Reeves 73' · Dijksteel 80' | Sân vận động: Oakwell Lượng khán giả: 11.978 Trọng tài: Darren Bond |  |

| 1 tháng 1 năm 2019 25 | Luton Town  | 0-0      | Barnsley    | Luton                                                                      |  |
| 15:00 GMT             | Shinnie 79' | Chi tiết | Pinnock 63' | Sân vận động: Kenilworth Road Lượng khán giả: 9.926 Trọng tài: John Brooks |  |

| 12 tháng 1 năm 2019 26 | Barnsley                                                                  | 3-0      | Bradford City                          | Barnsley                                                               |  |
| 15:00 GMT              | Brown 28' 68' · McGeehan 35' · Moore 38' · Lindsay 58' · Mowatt 81' 90+2' | Chi tiết | Payne 72' · McGowan 79' · Chicksen 89' | Sân vận động: Oakwell Lượng khán giả: 14.962 Trọng tài: Jeremy Simpson |  |

| 19 tháng 1 năm 2019 27 | AFC Wimbledon                         | 1–4      | Barnsley                                                                          | London                                                               |  |
| 15:00 GMT              | Pigott 36' · Seddon 59' · Pinnock 81' | Chi tiết | Woodrow 19' · Pinnock 35' · Moore 51' · B Williams 54' · Thiam 65' · McGeehan 90' | Sân vận động: Kingsmeadow Lượng khán giả: 4.795 Trọng tài: Neil Hair |  |

| 26 tháng 1 năm 2019 28 | Barnsley                                           | 2-1      | Rochdale                                                        | Barnsley                                                           |  |
| 15:00 GMT              | Moore 54' · Dougall 57' · Woodrow 75' · Davies 83' | Chi tiết | Delaney 47' · Henderson 49' · Dooley 68' · Ebanks-Landell 90+5' | Sân vận động: Oakwell Lượng khán giả: 11.379 Trọng tài: Alan Young |  |

| 29 tháng 1 năm 2019 29 | Oxford United                                        | 2-2      | Barnsley                                                                          | Oxford                                                                           |  |
| 19:45 GMT              | Ruffels 25' · Nelson 36' · Mackie 48' · Dickie 90+2' | Chi tiết | Thiam 37' 70' · Dougall 39' · Lindsay 66' · Williams 73' · Moore 79' · Mowatt 87' | Sân vận động: Sân vận động Kassam Lượng khán giả: 5.794 Trọng tài: Kevin Johnson |  |

| 2 tháng 2 năm 2019 30 | Barnsley                                                          | 2-0      | Scunthorpe United       | Barnsley                                                            |  |
| 15:00 GMT             | Mowatt 16' · Woodrow 28' · McGeehan 41' · Brown 70' · Bähre 90+1' | Chi tiết | Perch 35' · McMahon 89' | Sân vận động: Oakwell Lượng khán giả: 12.150 Trọng tài: Andy Haines |  |

| 9 tháng 2 năm 2019 31 | Gillingham                                         | 1–4      | Barnsley                                                               | Gillingham                                                                            |  |
| 15:00 GMT             | List 81' · Zakuani 90' · Fuller 90' · Ehmer 90+11' | Chi tiết | Moore 1' · Woodrow 45', 71' · McGeehan 63' · Cavaré 81' · Brown 90+11' | Sân vận động: Sân vận động Priestfield Lượng khán giả: 4.791 Trọng tài: Trevor Kettle |  |

| 16 tháng 2 năm 2019 32 | Barnsley                                  | 2-1      | Wycombe                                                                                 | Barnsley                                                             |  |
| 15:00 GMT              | Woodrow 13' (ph.đ.), 64' · McGeehan 90+4' | Chi tiết | Tyson 81' · Jombati 83' · McCarthy 90+4' · El-Abd 90+5' · Jacobson 90+7' 90+10' (ph.đ.) | Sân vận động: Oakwell Lượng khán giả: 11.821 Trọng tài: Matt Donohue |  |

| 19 tháng 2 năm 2019 33 | Barnsley   | 0-0      | Burton Albion | Barnsley                                                           |  |
| 19:45 GMT              | Mowatt 51' | Chi tiết | Daniel 27'    | Sân vận động: Oakwell Lượng khán giả: 11.778 Trọng tài: Martin Coy |  |

| 23 tháng 2 năm 2019 34 | Portsmouth             | 0-0      | Barnsley     | Portsmouth                                                                      |  |
| 15:00 GMT              | Bogle 61' · Clarke 70' | Chi tiết | McGeehan 31' | Sân vận động: Fratton Park Lượng khán giả: 18.624 Trọng tài: Charles Breakspear |  |

| 2 tháng 3 năm 2019 35 | Southend United | 0–3      | Barnsley                                             | Southend                                                                |  |
| 12:30 GMT             |                 | Chi tiết | Brown 35' · McGeehan 50' · Woodrow 73' · Green 90+3' | Sân vận động: Roots Hall Lượng khán giả: 6.217 Trọng tài: Kevin Johnson |  |

| 9 tháng 3 năm 2019 36 | Barnsley                                      | 2-0      | Accrington Stanley | Barnsley                                                                |  |
| 15:00 GMT             | Cavaré 41' · Wood 45+1' (l.n.) · Pinillos 62' | Chi tiết | McConville 26'     | Sân vận động: Oakwell Lượng khán giả: 11.533 Trọng tài: Dean Whitestone |  |

| 12 tháng 3 năm 2019 37 | Barnsley    | 0-0      | Sunderland                 | Barnsley                                                             |  |
| 19:45 GMT              | Pinnock 63' | Chi tiết | Leadbitter 21' · Power 88' | Sân vận động: Oakwell Lượng khán giả: 18.282 Trọng tài: Peter Bankes |  |

| 15 tháng 3 năm 2019 38 | Doncaster Rovers | 0-0      | Barnsley                   | Doncaster                                                                        |  |
| 19:45 GMT              |                  | Chi tiết | Lindsay 20' · Mowatt 90+1' | Sân vận động: Sân vận động Keepmoat Lượng khán giả: 11.710 Trọng tài: Ross Joyce |  |

| 23 tháng 3 năm 2019 39 | Walsall    | 0-1      | Barnsley                                    | Walsall                                                                      |  |
| 12:00 GMT              | Dobson 82' | Chi tiết | Lindsay 41' · Green 89' · Brown 90+2' 90+3' | Sân vận động: Sân vận động Bescot Lượng khán giả: 4.969 Trọng tài: Ben Toner |  |

| 30 tháng 3 năm 2019 40 | Barnsley                                                              | 2-2      | Coventry City               | Barnsley                                                               |  |
| 15:00 GMT              | Mowatt 9' · McGeehan 45+1' · Woodrow 48' · Williams 82' · Bähre 90+6' | Chi tiết | Hiwula 35' · Thomas 62' 63' | Sân vận động: Oakwell Lượng khán giả: 13.593 Trọng tài: Stephen Martin |  |

| 6 tháng 4 năm 2019 41 | Burton Albion                         | 3-1      | Barnsley                            | Burton upon Trent                                                                     |  |
| 15:00 BST             | Allen 5' · Boyce 8' 81' · Harness 89' | Chi tiết | Bähre 74' · Woodrow 83' 85' (ph.đ.) | Sân vận động: Sân vận động Pirelli Lượng khán giả: 4.310 Trọng tài: Michael Salisbury |  |

| 13 tháng 4 năm 2019 42 | Barnsley                                                              | 4-2      | Fleetwood Town                                                | Barnsley                                                                      |  |
| 15:00 BST              | Bähre 21' · Woodrow 34' · McGeehan 35' 70' · Pinillos 42' · Brown 79' | Chi tiết | Wallace 58' · Coyle 58' · Evans 64' · Souttar 65' · Burns 77' | Sân vận động: Oakwell Lượng khán giả: 11.243 Trọng tài: Sebastian Stockbridge |  |

| 19 tháng 4 năm 2019 43 | Barnsley               | 2-1      | Shrewsbury Town | Barnsley                                                             |  |
| 15:00 BST              | Mowatt 23' · Brown 55' | Chi tiết | Campbell 38'    | Sân vận động: Oakwell Lượng khán giả: 13.426 Trọng tài: Scott Oldham |  |

| 22 tháng 4 năm 2019 44 | Plymouth Argyle | 0–3      | Barnsley                             | Plymouth                                                                 |  |
| 15:00 BST              |                 | Chi tiết | Woodrow 15' · Brown 21' · Mowatt 28' | Sân vận động: Home Park Lượng khán giả: 10.898 Trọng tài: Stephen Martin |  |

| 27 tháng 4 năm 2019 45 | Barnsley                  | 2-1      | Blackpool     | Barnsley                                                           |  |
| 15:00 BST              | Woodrow 40' · Lindsay 59' | Chi tiết | Pritchard 15' | Sân vận động: Oakwell Lượng khán giả: 14.703 Trọng tài: John Busby |  |

| 4 tháng 5 năm 2019 46 | Bristol Rovers                | 2-1      | Barnsley                                 | Horwich                                                                                |  |
| 17:30 BST             | Rodman 71', 90+2' · Upson 77' | Chi tiết | Moore 12' · Lindsay 37' 44' · Mowatt 56' | Sân vận động: Sân vận động Tưởng niệm Lượng khán giả: 9.859 Trọng tài: Darren Drysdale |  |

### Cúp FA
Lễ bốc thăm vòng Một diễn ra trực tiếp trên kênh BBC bởi Dennis Wise và Dion Dublin vào ngày 22 tháng 10. Lễ bốc thăm vòng Hai diễn ra trực tiếp trên kênh BBC và BT bởi Mark Schwarzer và Glenn Murray vào ngày 12 tháng 11. Lễ bốc thăm vòng Ba diễn ra trực tiếp trên kênh BBC bởi Ruud Gullit và Paul Ince từ Stamford Bridge vào ngày 3 tháng 12 năm 2018.
| 10 tháng 11 năm 2018 Vòng Một | Barnsley                                         | 4-0      | Notts County | Barnsley                                                                     |  |
| 15:00 BST                     | Woodrow 48' · Fryers 53' · Potts 77' · Moore 81' | Chi tiết |              | Sân vận động: Oakwell Lượng khán giả: 5.878 Trọng tài: Sebastian Stockbridge |  |

| 1 tháng 12 năm 2018 Second round | Southend United          | 2–4      | Barnsley                                                 | Southend-on-Sea                                                        |  |
| 15:00 GMT                        | Mantom 45+4' · Dieng 84' | Chi tiết | Moore 41' · Fryer 45+2' · Woodrow 56', 70' · Bähre 90+5' | Sân vận động: Roots Hall Lượng khán giả: 3.616 Trọng tài: Paul Marsden |  |

| 5 tháng 1 năm 2019 Vòng Ba | Burnley                       | 1-0      | Barnsley     | Burnley                                         |  |
| 12:30 GMT                  | Long 87' · Wood 90+2' (ph.đ.) | Chi tiết | Williams 67' | Sân vận động: Turf Moor Trọng tài: Simon Hooper |  |

### Cúp EFL
Vào ngày 15 tháng 6 năm 2018, lễ bốc thăm vòng Một được tổ chức ở Việt Nam.
| 14 tháng 8 năm 2018 Vòng Một | Blackpool                                                       | 3-1      | Barnsley                              | Blackpool                                                                   |  |
| 19:45 BST                    | Pritchard 46', 56' · Nottingham 50' · Gnaduillet 80' · Tilt 89' | Chi tiết | Moncur 19' · Dougall 28' · Walton 79' | Sân vận động: Bloomfield Road Lượng khán giả: 1.937 Trọng tài: Mark Heywood |  |

### EFL Trophy
Ngày 13 tháng 7 năm 2018, vòng bảng có sự góp mặt của các đội U-21 được công bố. Lễ bốc thăm vòng Hai diễn ra trực tiếp trên kênh Talksport bởi Leon Britton và Steve Claridge vào ngày 16 tháng 11.
EFL Trophy 2018-19
| 4 tháng 9 năm 2018 Vòng bảng | Oldham Athletic | 1-2      | Barnsley                                 | Oldham                                            |  |
| 19:45 BST                    | Surridge 31'    | Chi tiết | Adeboyejo 44' · Jackson 54' · Moncur 82' | Sân vận động: Bpundary Park Lượng khán giả: 1.786 |  |

| 6 tháng 11 năm 2018 Vòng bảng  | Barnsley   | 1-1 (4-2 p)                          | U-21 Everton | Barnsley                                                               |  |
| 19:30 BST                      | Hedges 40' | Chi tiết                             | Sambou 53'   | Sân vận động: Oakwell Lượng khán giả: 2.300 Trọng tài: Matthew Donohue |  |
|                                |            | Loạt sút luân lưu                    |              |                                                                        |  |
| Moncur · Brown · Bähre · Thiam |            | Adeniran · Mathis · Kiersey · Lavery |              |                                                                        |  |

| 13 tháng 11 năm 2018 Vòng bảng | Barnsley                      | 2-1      | Bradford City | Barnsley                                    |  |
| 19:30 GMT                      | Moncur 28', 64' · Jackson 77' | Chi tiết | Ball 8'       | Sân vận động: Oakwell Lượng khán giả: 2.925 |  |

| 4 tháng 12 năm 2018 Vòng Hai   | Barnsley                                   | 3–3 (3–5 p)                                  | Manchester City U21             | Barnsley                                    |  |
| 19:30 GMT                      | Adeboyejo 17' · Williams 61' · Lindsay 65' | Chi tiết                                     | Matondo 45+2' · Poveda 59', 74' | Sân vận động: Oakwell Lượng khán giả: 3.070 |  |
|                                |                                            | Loạt sút luân lưu                            |                                 |                                             |  |
| Moore · Mowatt · Thiam · Brown |                                            | Sandler · Richards · Matondo · Poveda · Pozo |                                 |                                             |  |

## Chuyển nhượng

### Chuyển nhượng đến
| Từ ngày             | Vị trí | Quốc tịch        | Tên                | Từ                      | Phí                 | Nguồn         |
| ------------------- | ------ | ---------------- | ------------------ | ----------------------- | ------------------- | ------------- |
| 5 tháng 7 năm 2018  | LB     | Anh              | Jordan Barnett     | Burnley                 | Chuyển nhượng tự do | [ 23 ]        |
| 5 tháng 7 năm 2018  | CM     | Anh              | Tai-Reece Chisholm | Birmingham City         | Chuyển nhượng tự do | [ 24 ]        |
| 5 tháng 7 năm 2018  | CM     | Anh              | Elvis Otim         | Nottingham Forest       | Chuyển nhượng tự do | [ 25 ]        |
| 10 tháng 7 năm 2018 | WG     | Anh              | Louis Walsh        | Miễn phí agent          | Chuyển nhượng tự do | [ 26 ]        |
| 26 tháng 7 năm 2018 | DM     | Úc               | Kenneth Dougall    | Sparta Rotterdam        | Không tiết lộ       | [ 27 ]        |
| 6 tháng 8 năm 2018  | AM     | Anh              | Callum Styles      | Bury                    | Không tiết lộ       | [ 28 ]        |
| 8 tháng 8 năm 2018  | RB     | Anh              | Jordan Williams    | Huddersfield Town       | Không tiết lộ       | [ 29 ]        |
| 9 tháng 8 năm 2018  | CF     | Cộng hòa Ireland | Gerry McDonagh     | Nottingham Forest       | Chuyển nhượng tự do | [ 30 ]        |
| 3 tháng 1 năm 2019  | CF     | Anh              | Cauley Woodrow     | Fulham                  | Không tiết lộ       | [ 31 ] [ 32 ] |
| 18 tháng 1 năm 2019 | RW     | Anh              | Jordan Green       | Yeovil Town             | Không tiết lộ       | [ 33 ]        |
| 21 tháng 1 năm 2019 | FW     | Uruguay          | Mateo Aramburu     | Le Touquet              | Chuyển nhượng tự do | [ 34 ]        |
| 21 tháng 1 năm 2019 | LW     | Bồ Đào Nha       | Elliot Simões      | FC United of Manchester | Không tiết lộ       | [ 35 ]        |
| 31 tháng 1 năm 2019 | CF     | Anh              | George Miller      | Middlesbrough           | Không tiết lộ       | [ 36 ]        |

### Chuyển nhượng đi
| Từ ngày             | Vị trí | Quốc tịch        | Tên                   | Đến               | Phí                 | Nguồn         |
| ------------------- | ------ | ---------------- | --------------------- | ----------------- | ------------------- | ------------- |
| 1 tháng 7 năm 2018  | CF     | Anh              | Bradley Ash           | Boreham Wood      | Chuyển nhượng tự do | [ 37 ]        |
| 1 tháng 7 năm 2018  | CF     | Anh              | Tom Clare             | Bradford City     | Chuyển nhượng tự do | [ 38 ]        |
| 1 tháng 7 năm 2018  | RW     | Anh              | Adam Hammill          | St Mirren         | Giải phóng          | [ 39 ] [ 40 ] |
| 1 tháng 7 năm 2018  | AM     | Áo               | Christoph Knasmüllner | Rapid Wien        | Không tiết lộ       | [ 41 ]        |
| 1 tháng 7 năm 2018  | CB     | Anh              | Matt Mills            | Pune City         | Giải phóng          | [ 39 ] [ 42 ] |
| 1 tháng 7 năm 2018  | FW     | Anh              | Wilberforce Ocran     | Charlton Athletic | Chuyển nhượng tự do | [ 43 ]        |
| 1 tháng 7 năm 2018  | RB     | Anh              | Matty Pearson         | Luton Town        | Không tiết lộ       | [ 44 ]        |
| 1 tháng 7 năm 2018  | GK     | Anh              | Nick Townsend         | Newport County    | Giải phóng          | [ 39 ] [ 45 ] |
| 1 tháng 7 năm 2018  | RB     | Ghana            | Andy Yiadom           | Reading           | Chuyển nhượng tự do | [ 46 ]        |
| 6 tháng 7 năm 2018  | CM     | Scotland         | Stevie Mallan         | Hibernian         | Không tiết lộ       | [ 47 ]        |
| 3 tháng 8 năm 2018  | CF     | Anh              | Shaun Tuton           | Chester           | Chuyển nhượng tự do | [ 48 ]        |
| 9 tháng 8 năm 2018  | RB     | Anh              | Jason McCarthy        | Wycombe Wanderers | Không tiết lộ       | [ 49 ]        |
| 3 tháng 1 năm 2019  | CF     | Wales            | Tom Bradshaw          | Millwall          | £1.000.000          | [ 50 ] [ 51 ] |
| 3 tháng 1 năm 2019  | CM     | Anh              | Brad Potts            | Preston North End | Không tiết lộ       | [ 32 ]        |
| 9 tháng 1 năm 2019  | CF     | Cộng hòa Ireland | Gerry McDonagh        | Aldershot Town    | Chuyển nhượng tự do | [ 52 ]        |
| 18 tháng 1 năm 2019 | CM     | Anh              | George Moncur         | Luton Town        | Không tiết lộ       | [ 53 ]        |

### Cho mượn đến
| Ngày bắt đầu         | Vị trí | Quốc tịch | Tên               | Từ                | Ngày kết thúc        | Nguồn         |
| -------------------- | ------ | --------- | ----------------- | ----------------- | -------------------- | ------------- |
| 24 tháng 8 năm 2018  | CF     | Anh       | Cauley Woodrow    | Fulham            | 2 tháng 1 năm 2019   | [ 31 ] [ 32 ] |
| 31 tháng 8 năm 2018  | AM     | Đức       | Mike-Steven Bähre | Hannover 96       | 31 tháng 5 năm 2019  | [ 54 ]        |
| 16 tháng 11 năm 2018 | GK     | Anh       | Jordan Smith      | Nottingham Forest | 23 tháng 11 năm 2018 | [ 55 ]        |
| 1 tháng 2 năm 2019   | MF     | Malta     | Marcus Grima      | St Andrews        | 31 tháng 5 năm 2019  | [ 56 ]        |

### Cho mượn đi
| Ngày bắt đầu         | Vị trí | Quốc tịch        | Tên                 | Đến             | Ngày kết thúc       | Nguồn         |
| -------------------- | ------ | ---------------- | ------------------- | --------------- | ------------------- | ------------- |
| 6 tháng 8 năm 2018   | AM     | Anh              | Callum Styles       | Bury            | 1 tháng 1 năm 2019  | [ 28 ]        |
| 17 tháng 8 năm 2018  | RM     | Anh              | Dylan Mottley-Henry | Tranmere Rovers | 1 tháng 1 năm 2019  | [ 57 ]        |
| 23 tháng 8 năm 2018  | CF     | Wales            | Tom Bradshaw        | Millwall        | 2 tháng 1 năm 2019  | [ 50 ] [ 51 ] |
| 3 tháng 11 năm 2018  | CF     | Anh              | Louis Walsh         | Guiseley        | 1 tháng 12 năm 2018 | [ 58 ]        |
| 7 tháng 12 năm 2018  | CF     | Cộng hòa Ireland | Gerry McDonagh      | Aldershot Town  | 3 tháng 1 năm 2019  | [ 52 ] [ 59 ] |
| 21 tháng 12 năm 2018 | MF     | Anh              | Romal Palmer        | Darlington      | 31 tháng 5 năm 2019 | [ 60 ] [ 61 ] |
| 21 tháng 12 năm 2018 | CB     | Anh              | Will Smith          | Darlington      | 31 tháng 5 năm 2019 | [ 60 ] [ 62 ] |
| 30 tháng 1 năm 2019  | LW     | Wales            | Lloyd Isgrove       | Portsmouth      | 31 tháng 5 năm 2019 | [ 63 ]        |
| 31 tháng 1 năm 2019  | CF     | Anh              | George Miller       | Bradford City   | 31 tháng 5 năm 2019 | [ 36 ]        |
| 7 tháng 2 năm 2019   | RM     | Anh              | Dylan Mottley-Henry | Harrogate Town  | 31 tháng 5 năm 2019 | [ 64 ]        |
| 26 tháng 3 năm 2019  | RB     | Anh              | Louis Wardle        | Curzon Ashton   | 31 tháng 5 năm 2019 | [ 65 ]        |
| 28 tháng 3 năm 2019  | MF     | Anh              | Danny Greenfield    | Chorley         | 31 tháng 5 năm 2019 | [ 66 ]        |
| 28 tháng 3 năm 2019  | MF     | Anh              | Jasper Moon         | York City       | 31 tháng 5 năm 2019 | [ 67 ]        |
| 28 tháng 3 năm 2019  | MF     | Anh              | Elvis Otim          | Sheffield       | 31 tháng 5 năm 2019 | [ 68 ]        |